# 為什麼要民主？
《為什麼要民主？》（英語：Why Democracy?）是一部由Steps International主導的紀錄片系列，包含十部不同的紀錄片，由不同的導演透過寫實的方式將各國的民主經驗匯聚成紀錄片，本紀錄片系列包含全球各國獨有的民主歷程經驗。於2007年10月8日起，在全球200家電視台同步首映。
本紀錄片系列聯播計畫的發起人是英國廣播公司的尼克·弗拉泽與丹麥廣播公司的马特·哈夫曼。他們希望這十部紀錄片不只是一個大型國際合製案，更是民主教育的教材。

## 各紀錄片介紹
各紀錄片的中文譯名除中國大陸另有譯名者外，皆是採用台灣公共電視的譯名。各個中文譯名的後方均有附註英文原名。

### 请投我一票
《请投我一票》（英語：Please Vote for Me）是中國大陸紀錄片男導演兼武漢電視台製作人陳為軍執導的紀錄片，主題是武漢市常青第一小學三年一班班级委员长選舉過程，共有三位候選人（成成、許曉菲、羅雷），競選期間為一星期，影射了現實社會的競選過程中常有的賄選、人身攻擊等負面選舉現象。該片在2006年獲得日舞影展資助金，並在2007年度Silverdocs獲得最佳紀錄片獎。2008年4月17日台灣時間22:00～22:56，公視主頻再度播映該片，作為《少年地球村》紀錄片系列的第四部（共五部）紀錄片。
該片的核心問題是：「沒有秩序的選舉，是民主的表現嗎？」

### 山內先生的選舉戰
《山內先生的選舉戰》（英語：Campaign! The Kawasaki Candidate），是將Laboratory X Inc.製作、日本男導演想田和弘執導的第一部紀錄片《選舉》（英語：Campaign）剪輯而成的一小時版（全長兩小時），記錄日本「政治菜鳥」山內和彥在2005年接受自由民主黨徵召參加川崎市議員補選的過程，從山內和彥接受自民黨徵召參選開始，直到山內和彥當選為止。想田和弘是山內和彥的老同學。2007年10月26日，2007高雄電影節曾經播映《選舉》，當時中文片名為《完全選舉手冊》。
該片的核心問題是：「在政黨政治中，『單以政黨或某種象徵為選擇標的』的選舉，是民主的表現嗎？」

### 丹麥漫畫風波
《丹麥漫畫風波》（英語：Bloody Cartoons）是丹麥資深駐外男記者卡斯頓·凱爾執導的紀錄片，描寫日德蘭郵報穆罕默德漫畫事件所引發的東西文化衝突、以及宗教自由與言論自由之間的衝突，引起觀眾對言論自由的多方思考。
該片的核心問題是：「只強調自己的自由，不尊重他人，是民主的表現嗎？」

### 總統的晚餐
《總統的晚餐》（英語：Dinner With the President）是巴基斯坦女導演莎碧哈·蘇瑪執導的紀錄片，以該片拍攝者與巴基斯坦總統佩爾韋茲·穆沙拉夫共進晚餐時的對談作為主線，探討巴基斯坦民主政治的現況，兼有穆沙拉夫的抒發己志。

### 埃及民主觀察站
《埃及民主觀察站》（英語：Egypt: We are Watching You）是男導演雪瑞夫·愛爾卡沙執導的紀錄片，意圖以埃及非營利組織「民主觀察站」及其三位創辦人（三位埃及婦女）的角度揭穿埃及在民族民主黨（或譯為「國家民主黨」）長期執政之下「假民主，真威權」的事實。

### 尋找甘地
《尋找甘地》（英語：In Search of Gandhi）是拉利特·瓦切尼（Lalit Vachani）執導的紀錄片，以公路電影形式拍攝，重新檢驗印度聖雄甘地領導的不合作運動的策略，並揭露印度獨立之後依舊存在於印度社會之中的社會階級不平等、偏執、暴力等問題。拍攝時的主要行進路線是食鹽長征的路線。

### 印加革命
《印加革命》（英語：Looking for the Revolution）是阿根廷男導演羅地哥·范斯蓋茲執導的紀錄片，企圖尋找古巴革命領導人切·格瓦拉留下的「革命之火」。

### 黑暗紀事
《黑暗紀事》（英語：Taxi to the Dark Side）是美國男導演艾力士·吉伯尼執導的紀錄片，以一名無辜的阿富汗計程車駕駛員遭當地美軍虐待及殺害一事作為序幕，揭發美軍在阿富汗與伊拉克的駐軍的虐囚行為。
該片的核心問題是：「如果人權是民主價值的核心，那麼『忽視人權的民主』是民主嗎？」

### 非洲女總統
《非洲女總統》（英語：Iron Ladies of Liberia）是賴比瑞亞女導演西雅塔·史考特·強森與男導演丹尼爾·瓊格共同執導的紀錄片，貼身拍攝非洲第一位女總統──賴比瑞亞總統愛倫·約翰森·希爾麗夫。

### 俄國式民主
《俄國式民主》（英語：For God, Tsar and the Fatherland）是格鲁吉亚裔法国女導演妮諾·科塔茲執導的紀錄片，探討蘇聯解體之後的俄羅斯民主政治會走到什麼方向。該片指出，俄羅斯人民信奉的東正教主張上帝、耶穌、沙皇「三位一體」，傳統俄羅斯文化推崇強人政治，俄羅斯人民對冷戰時期的歷史記憶，以及蘇聯解體之後的俄羅斯經濟衰敗，導致許多俄羅斯人民深信「俄羅斯不需要民主」或「俄羅斯不需要現代西方國家式的民主，尤其美國式民主」。
該片的核心問題是：「民主是普世價值嗎？民主只有一種型態嗎？人民有權利決定他們自己『要不要民主』、『要哪一種民主』嗎？」
2008年6月7日，龍應台文化基金會「思沙龍」舉辦「你所不知道的俄羅斯」演講會，邀請淡江大學俄羅斯研究所教授亞歷山大·彼薩列夫（Alexander Pisarev）主講〈你所不知道的俄羅斯〉，並在台灣時間該日14:00～15:00播映該片。

## 聯播網成員
| 公共電視文化事業基金會（PTS）    | 中華民國（臺灣）      |
| 日本放送協會（NHK）              | 日本                  |
| 韓國教育放送公社（EBS）          |                       |
| 以色列廣播局（IBA）              | 以色列                |
| 公共廣播電視公司（PBS）          | 美国                  |
| 加拿大廣播公司（CBC）            | 加拿大                |
| Knowledge Network                | 加拿大                |
| 英國廣播公司（BBC）              | 英国                  |
| 德法公共电视台（arte）           | 法國、 德国           |
| 德國電視二台（ZDF）              | 德国                  |
| 波蘭電視台（TVP）                | 波蘭                  |
| 瑞典電視台（SVT）                | 瑞典                  |
| 芬兰广播公司（YLE）              | 芬兰                  |
| 希臘廣播公司（ERT）              | 希腊                  |
| 比利時法語區電視台及電台（RTBF） | 比利时                |
| 丹麥廣播公司（DR）               | 丹麦                  |
| 意大利广播电视公司（RAI）        | 義大利                |
| 阿拉比亞電視台（Al Arabiya）     | 阿联酋                |
| 南非廣播公司（SABC）             | 南非                  |
| 特殊廣播服務（SBS）              |                       |
| ... ... ... ... ... ... ... ...  | （總計約200家電視台） |

## 电视节目的变迁
| 公視主頻 十點全紀錄（星期一至四22:00－22:56）     | 公視主頻 十點全紀錄（星期一至四22:00－22:56）    | 公視主頻 十點全紀錄（星期一至四22:00－22:56） |
| ------------------------------------------------- | ------------------------------------------------ | --------------------------------------------- |
|                                                   | 為什麼要民主？ （2007年10月8日－2007年10月23日） |                                               |
| 你所不知道的中國 （2007年10月1日－2007年10月4日） | 綻放真台灣 （2007年10月24日－2007年10月30日）    |                                               |

| 公視主頻 十點全紀錄（星期四至六22:00－22:56） | 公視主頻 十點全紀錄（星期四至六22:00－22:56）                                            | 公視主頻 十點全紀錄（星期四至六22:00－22:56） |
| --------------------------------------------- | ---------------------------------------------------------------------------------------- | --------------------------------------------- |
|                                               | 為什麼要民主？ （2008年3月6日－2008年3月27日、2008年4月5日）                             |                                               |
| 《汪洋中的一條船》等四個節目                  | 變遷中的城市 （2008年3月28日－2008年4月4日） 少年地球村 （2008年4月10日－2008年4月18日） |                                               |

## 外部連結
- 《為什麼要民主？》國際官方網站（英文）
- 台灣公共電視《為什麼要民主？》官方網頁 （页面存档备份，存于）（繁體中文）
- Laboratory X Inc.（《山內先生的選舉戰》製作單位）官方網頁 （页面存档备份，存于）（日語）（英文）
- 想田和弘（《山內先生的選舉戰》導演）的部落格 （页面存档备份，存于）（日語）（英文）